# Arqueología de África Central

Una imagen que representa a África Central. Los países resaltados en verde se consideran parte de África Central.

Arqueología de África Central es la que se encuentra en los diez países que se consideran en general que son África Central: Camerún, Chad del sur, República Centroafricana, Guinea Ecuatorial, República del Congo, Gabón, República Democrática del Congo, Ruanda, Burundi y Angola, que asciende a más de seis millones de kilómetros cuadrados o aproximadamente el tamaño del Estados Unidos oeste del río Misisipi. A pesar de su gran tamaño, se ha realizado muy poca investigación arqueológica en la región.

## Investigación
La investigación arqueológica ha sido escasa en África Central. Una de las razones es que la mitad de África Central está cubierta por la selva tropical. Debido a esto, muchos arqueólogos creían que la ocupación prehistórica era improbable y que, si la hubiera, la conservación sería baja. Debido a la selva tropical y a la pobreza en la zona, la infraestructura está subdesarrollada, lo que dificulta los viajes a los lugares posibles. África Central también ha tenido brotes altos de enfermedades mortales como el SIDA y la fiebre del Ébola, y también ha experimentado numerosos «golpes de estado, guerras civiles prolongadas, e incluso genocidio». La primera investigación arqueológica se completó a principios del siglo XX. Los estudios modernos comenzaron en la década de 1960, y se completaron estudios más sistemáticos entre 1980 y 1990. La investigación más reciente se ha centrado en la creación de cronologías regionales.

## Habitación temprana
Los arqueólogos cuestionaron si los humanos podían sobrevivir únicamente con los recursos forestales antes del surgimiento de la agricultura. La investigación realizada por Els Cornelissen et al., sugiere que la ocupación era posible antes de la agricultura y que en realidad pudo haber sido muy hospitalaria. Debido a la biodiversidad del área, las personas que habitaban el área habrían tenido acceso a una variedad de recursos, lo que lo convertiría en un ambiente más estable para vivir.

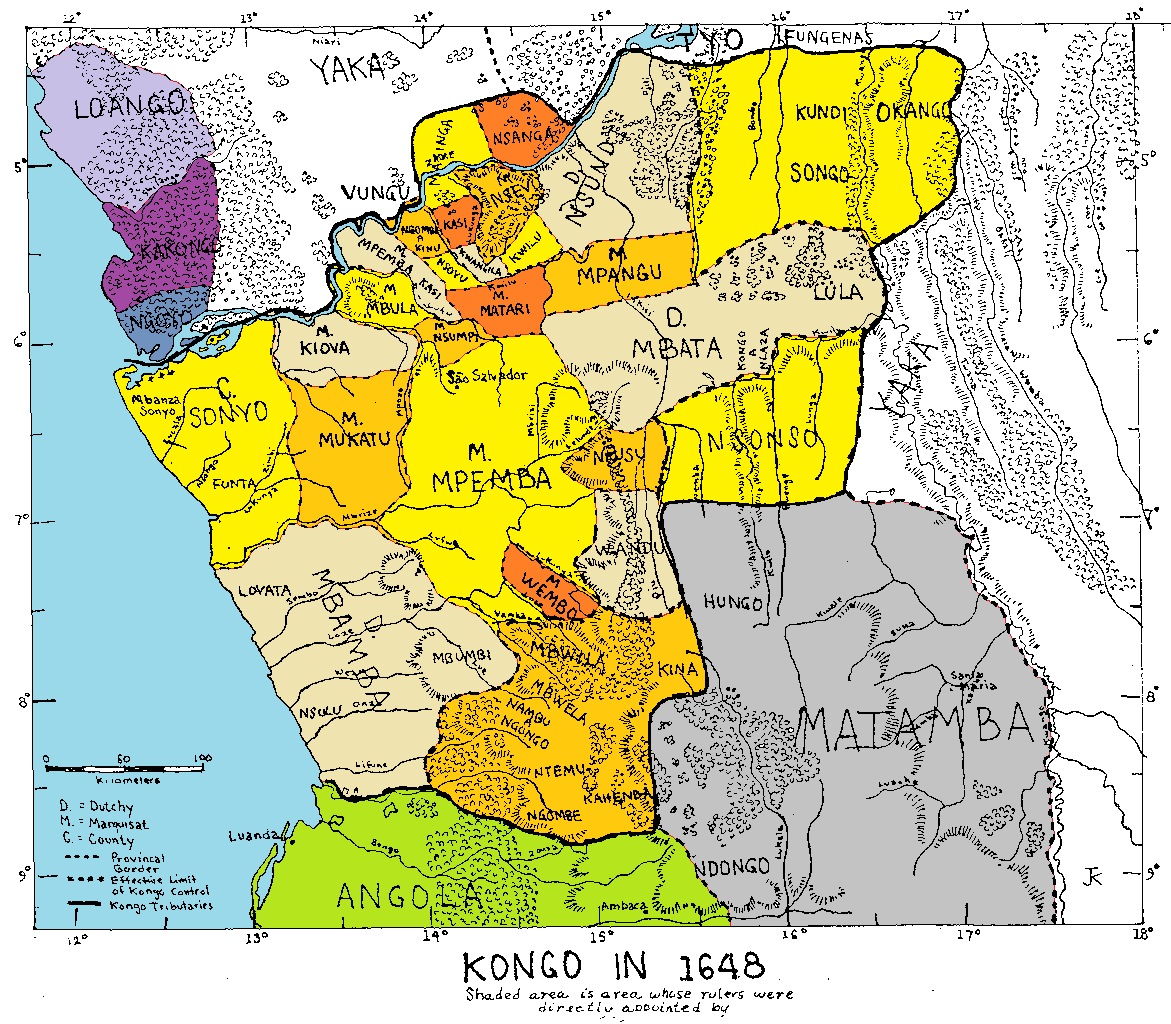
El área coloreada en púrpura claro es el área general donde Denbow investigó.

La evidencia de algunos de los primeros habitantes fue encontrada en 1982 y 1983 por J. Preuss en Bikoro, en la República Democrática del Congo. Preuss encontró una serie de artefactos de piedra, incluyendo puntos de proyectiles, «segmentos, núcleos, escamas y residuos no modificados». Estos artefactos habrían sido usados por cazadores-recolectores y se estima que fueron hechos durante la Edad de Piedra tardía, entre 12.000 y 3.000 años a. C..
Más investigación en los años 80 se encontraron picos, picadoras y hachas de mano representativas de la Edad de Piedra Media. Clist argumenta que estas herramientas podrían tener 40.000 años de antigüedad, lo que significa que los humanos han estado ocupando el área durante al menos 40.000 años.
Más recientemente, James Denbow excavó y fechó sitios en Loango Coast entre Gabon y Cabinda. Encontró sitios de una fecha tan temprana como aproximadamente 3250 a. C.- 2050 a. C.. Estos 10 sitios «únicamente producían residuos líticos... eran muy pequeños y contenían concentraciones de escamas y fragmentos de chert».

### Gray Sand
Gray Sand es un yacimiento arqueológico pre-cerámico. (LSA) que se encuentra a 10 kilómetros al norte de la desembocadura del río Kouilou. Este sitio data de aproximadamente 3342-2888 a. C. Era un sitio LSA no cerámico donde los arqueólogos recuperaron «42 hojuelas y fragmentos de cuarcita y 265 hojuelas y fragmentos de cuarcita [pero] sin herramientas formales de piedra....». La cuarcita se podía encontrar localmente pero la chert únicamente se podía encontrar aproximadamente a 50 kilómetros al este en las Montañas Mayombe. La piedra chert constituyó casi el 14 por ciento de los líticos encontrados en el sitio, lo que indica que la gente que vivía en Gray Sand tenía interacciones o territorios hasta las Montañas Mayombe. Material lítico posterior, de aproximadamente 2461-2147 a. C., fue encontrado en la estratigrafía sobre los líticos del LSA que mostraban una preferencia por la cuarcita local.

## Transición a la Edad de Hierro
La Edad de Piedra Tardía en África Central terminó hace aproximadamente 3.500 años. Para los años 3500 - 3000 de a. C., el clima y el medio ambiente habían cambiado, así como los pueblos y las prácticas de los pueblos que habitaban la región. El cambio de la selva tropical a la sabana creó un ambiente oportuno para la agricultura.
Oslisly et al., sugieren que para aproximadamente 3500 a. C. los cazadores recolectores que vivían en África Central fueron expulsados por los migrantes agrícolas del norte. Estos primeros agricultores se diferencian por los pozos de basura excavados que difieren de las prácticas de desecho de los primeros habitantes. Durante la fase neolítica, 3500-2000 años a. C., se desarrollaron y dominaron «nuevas tecnologías como la alfarería y el pulido de la piedra». La presencia de azadas de piedra indica que los nuevos habitantes eran agricultores.
Ha surgido un debate sobre si el cambio de la vegetación que se producía en ese momento se debía al cambio climático o a las prácticas agrícolas. Debido a que el cambio en la vegetación fue contemporáneo con la expansión bantú, o «la migración de los agricultores de habla bantú a través de África Central»" la cronología podría ser correcta.

### Akonétye
Akonétye es un pequeño pueblo en el sur de Camerún donde, a partir de 2004, Conny Meister y Manfred Eggert excavaron sitios. Hay dos excavaciones, una al norte de la ciudad moderna de Akonétye, llamado Sitio norte, y otra al sur de la ciudad moderna, llamado Sitio sur. En el sitio sur, Meister y Eggert creen haber encontrado las tumbas más antiguas que contienen hierro en África Central.

#### Sitio sur
Las fechas sitúan los pozos excavados en el Sitio sur en la «primera mitad del primer milenio d.C.». En el Sitio sur, Meister y Eggert encontraron lo que se cree que son las tumbas más antiguas que contienen hierro en África Central. En el reportaje AKO 05/6 no se encontró material esquelético, pero el «contenido, así como la disposición de dicho contenido, sugieren que son tumbas». Esta interpretación se apoya en el descubrimiento de residuos óseos durante la preparación y conservación de las pulseras de hierro". El artículo AKO 05/2, menciona «tres vasijas de cerámica casi completas, varios brazaletes de hierro y dos azadones de hierro con zócalos, ambos decorados». Tampoco se encontraron restos óseos en este rasgo, sin embargo, se encontró nuevamente material óseo descompuesto. Meister y Eggert también creen que esto era una tumba. La tercera y última tumba fue descubierta en el elemento AKO 05/6. Esta tumba estaba marcada por «piedras trabajadas para fiestas, depositadas intencionadamente» y en su interior se encontraron tres ollas y ofrendas de hierro, incluyendo una cuchara de hierro y objetos de hierro en forma de doble diamante. También se encontraron brazaletes de hierro, y un hacha y azada de hierro.

## Edad de Hierro y el Período Histórico Posterior
Existe una brecha en el registro arqueológico entre la Edad de Hierro Temprana y la Edad de Hierro Posterior, entre 1050 y 850 años antes de Cristo. La época posterior a la Edad del Hierro puede dividirse en «dos grandes categorías basadas en la forma de los recipientes, la decoración y la presencia o ausencia de grupos comerciales europeos». La primera de las dos categorías será referida como la Fase 1 de la Edad de Hierro Posterior, la cual data de aproximadamente 850 - 450 años a. C. La segunda de las dos categorías será referida como la Fase 2 de la Edad de Hierro Posterior: El Período Histórico, que data de aproximadamente 450 - 50 años de a. C.

### Fase 1 de la Edad de Hierro Posterior
Muy pocos sitios podrían datarse definitivamente en la Fase 1 de la Edad de Hierro Posterior. Denbow sugiere que esto podría deberse a que los patrones de población han pasado de ser «pequeños asentamientos dispersos durante la Edad de Hierro temprana a un patrón más centralizado en el que las pequeñas aldeas se fusionan en ciudades más grandes».

#### Loubanzi
Loubanzi es un gran sitio de la Fase 1 de la Edad del Hierro que se ha datado aproximadamente de 535 a 317 años antes de la Era del Hierro, la fecha fue apoyada por el hecho de que no se encontró ningún producto comercial europeo en el sitio. Un escenario posible, sugerido por Denbow, es que Loubanzi «era un barrio o precinto temprano en las afueras del asentamiento más grande de Buali, la capital del reino de Loango descrito en los siglos XVI y XVII». Cerámica en forma de orinal, así como cuarcita y cuarzo, conchas de ostras y fragmentos de hierro fueron recuperados del sitio.

### Fase 2 de la Edad de Hierro Posterior: El Período Histórico

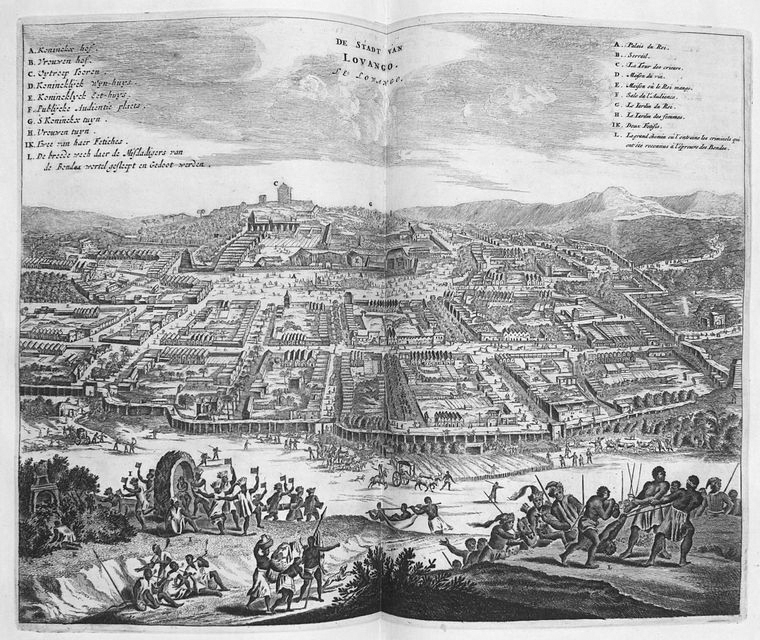
Una representación artística de Buali. Esta imagen puede ser inexacta ya que el artista nunca visitó la ciudad.

Se han realizado muy pocas excavaciones reales en los sitios de la Fase 2 de la Edad del Hierro posterior: El Período Histórico, en su mayoría únicamente reconocimiento de superficie. Se encontraron cerámicas indígenas con motivos tejidos en asociación con porcelana y loza europeas. Los registros históricos de Peter Van den Broecke, un comerciante de telas holandés, y Andrew Battell, «un residente a largo plazo de Loango», describen la ciudad capital de Buali. Van den Broecke describió a Buali como «acostado cerca del espectáculo y rodeado por un muro». Battell describe a la ciudad como teniendo un «complejo real separado del resto de la ciudad, una corte real donde la guerra y otros asuntos de importación nacional fueron deliberados, y un gran mercado».